# كوخالو (عباس الشرقي)
کوخالو (بالفارسية: کوخالو) هي منطقة سكنية تقع في إيران في قسم عباس الشرقي الريفي. يقدر عدد سكانها بـ 39 نسمة .